# Leonor de Médici
Leonor de Médici (en italiano, Eleonora de' Medici; Florencia, 28 de febrero de 1567-Cavriana, 9 de septiembre de 1611) fue una noble italiana.

## Primeros años de vida
Era la primogénita del gran duque Francisco I de Toscana y de la archiduquesa austriaca Juana de Habsburgo-Jagellón, hija del emperador Fernando I del Sacro Imperio Romano Germánico y de Ana de Bohemia y Hungría.

### Matrimonio e hijos
Se casó el 29 de abril de 1584 con el duque Vicente I Gonzaga de Mantua y Montferrato. De esta unión nacieron seis hijos:
- Francisco (1586-1612), sucesor de su padre en Mantua con el nombre de Francisco IV y en Montferrato con el nombre de Francisco I.
- Fernando (1587-1626), cardenal desde 1607, y sucesor de su hermano mayor en Mantua y Montferrato con el nombre de Fernando I.
- Guillermo Domingo (4 de agosto de 1589-13 de mayo de 1591).
- Margarita (2 de octubre de 1591-7 de febrero de 1632), casada el 24 de abril de 1606 con el duque Enrique II de Lorena (1563-1624).
- Vicente II (1594-1627), cardenal desde 1615 y sucesor de su hermano Fernando en Mantua y Montferrato.
- Leonor (23 de septiembre de 1598-27 de junio de 1655), casada el 4 de febrero de 1622 con el emperador Fernando II de Habsburgo.

## Ascendencia
| Leonor de Médici | Padre: Francisco I de Médici       | Abuelo paterno: Cosme I de Médici                 | Bisabuelo paterno: Juan de Médici                    |
| Leonor de Médici | Padre: Francisco I de Médici       | Abuelo paterno: Cosme I de Médici                 | Bisabuela paterna: María Salviati                    |
| Leonor de Médici | Padre: Francisco I de Médici       | Abuela paterna: Leonor de Toledo                  | Bisabuelo paterno: Pedro Álvarez de Toledo y Zúñiga  |
| Leonor de Médici | Padre: Francisco I de Médici       | Abuela paterna: Leonor de Toledo                  | Bisabuela paterna: María Osorio y Pimentel           |
| Leonor de Médici | Madre: Juana de Habsburgo-Jagellón | Abuelo materno: Fernando I de Habsburgo           | Bisabuelo materno: Felipe I de Castilla              |
| Leonor de Médici | Madre: Juana de Habsburgo-Jagellón | Abuelo materno: Fernando I de Habsburgo           | Bisabuela materna: Juana I de Castilla               |
| Leonor de Médici | Madre: Juana de Habsburgo-Jagellón | Abuela materna: Ana Jagellón de Hungría y Bohemia | Bisabuelo materno: Vladislao II de Hungría y Bohemia |
| Leonor de Médici | Madre: Juana de Habsburgo-Jagellón | Abuela materna: Ana Jagellón de Hungría y Bohemia | Bisabuela materna: Ana de Foix-Candale               |